# Gas naturale compresso

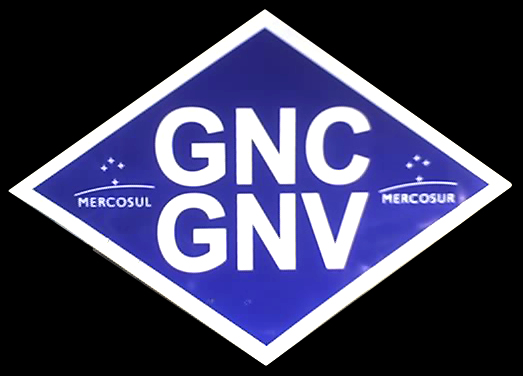
Simbolo che deve essere esposto dai veicoli a GNC nel Mercosur

Il gas naturale compresso (sigla GNC) è un combustibile fossile ottenuto comprimendo il gas naturale (che è composto principalmente da metano (CH4)), fino a meno dell'1% del volume che occupa alla pressione atmosferica normale. È conservato e distribuito in contenitori rigidi ad una pressione di 200-248 bar (2.900-3.600 psi) solitamente forme cilindriche o sferiche. La densità energetica volumetrica del GNC è stimata essere al 42% di gas naturale liquefatto ed al 25% di gasolio.
È utilizzato nelle tradizionali auto a motore a scoppio a benzina che sono state convertite in vetture bi-combustibili (benzina / GNC). I veicoli a gas naturale sono sempre più utilizzati nelle regioni Asiatica-Pacifica, America Latina, Europea e Americana a causa di aumento dei prezzi della benzina.
In risposta ai prezzi elevati del carburante e alle preoccupazioni ambientali, il gas naturale compresso comincia ad essere utilizzato anche nei tuk-tuk, pick-up, camion, negli autobus e nei treni.

## Usi

### Automobili
In tutto il mondo, dal 2009 ci furono 11,2 milioni veicoli a gas naturale, guidati dal Pakistan con 2,5 milioni, Argentina (1,8 milioni), Iran (1,7 milioni), Brasile (1,6 milioni) e India (725.000). La regione Asiatica-pacifica, leader con 5,7 milioni di veicoli a gas naturale, è seguita dall'America Latina con quasi 4 milioni di veicoli.

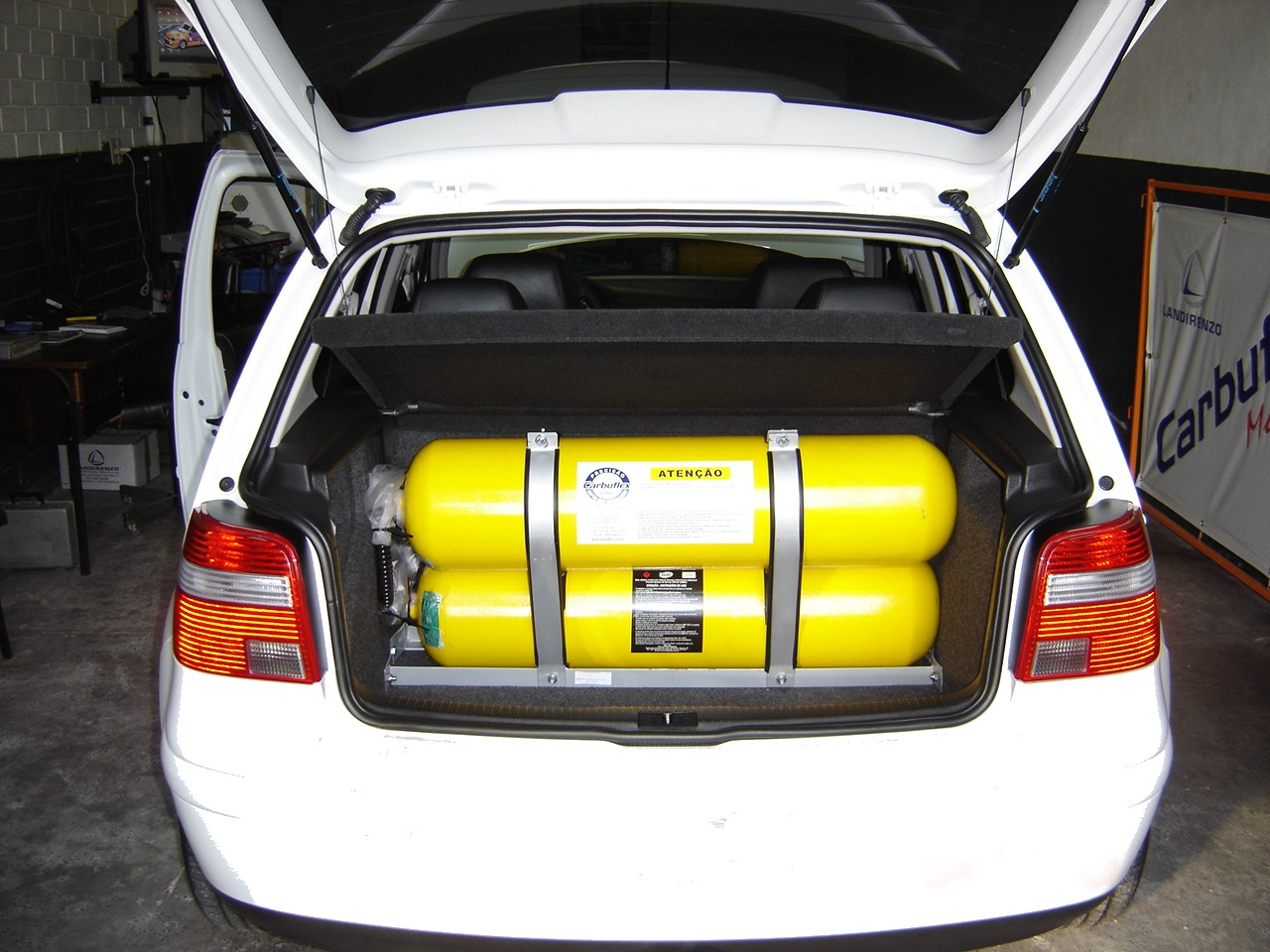
Bombole di GNC nel bagagliaio

Le automobili a GNC disponibili in Europa sono veicoli bi-fuel quindi bruciano un combustibile alla volta. Il loro è un motore standard a benzina a combustione interna. Questo significa che possono indifferentemente funzionare sia a benzina, situata in serbatoio di benzina, sia a GNC, situato in una bombola posizionata nel bagagliaio dell'auto. Il guidatore può selezionare quale combustibile bruciare, semplicemente girando un interruttore sul cruscotto. Tutti i veicoli a benzina esistenti possono essere convertiti in veicoli bi-fuel (benzina / GNC). I Negozi autorizzati possono eseguire il riadattamento. Questo comporta installare un serbatoio a gas naturale compresso nel bagagliaio quindi installare i tubi di collegamento, installare un sistema ad iniezione di GNC e l'elettronica.
Diversi produttori (FIAT, Opel, Peugeot, Volkswagen, Toyota, Honda e altri) vendono automobili bi-fuel. Nel 2006, FIAT ha introdotto il Tetrafuel Siena nel mercato brasiliano; equipaggiata con un motore che funziona con E100, E25 (benzina Standard brasiliana), benzina e GNC.

### Locomotive
Le locomotive a GNC sono gestite da ferrovie diverse.
La Napa Valley Wine Train adattò una locomotiva diesel per funzionare a gas naturale compresso nel 2002. Questa locomotiva convertita è stata aggiornata per permetterle di utilizzare un computer che controllasse il sistema di iniezione del carburante nel maggio del 2008. Ora è la locomotiva principale della Napa Valley Wine Train.
Nel Ferrocarril Central Andino, in Perù, corre una Locomotiva a GNC su una linea di trasporto merci dal 2005.
Le locomotive a gas naturale compresso solitamente sono locomotive a gasolio che sono state convertite per utilizzare generatori gas naturale compresso, invece di generatori diesel per produrre l'elettricità che aziona i motori del treno.
Alcune locomotive a GNC sono in grado di infiammare i loro cilindri solo quando c'è una domanda di energia, che, in teoria, dà loro una maggiore efficienza dei consumi rispetto ai motori diesel tradizionali. Il GNC, inoltre, è più conveniente rispetto alla benzina o al gasolio.

### Vantaggi
- I veicoli alimentati a gas naturale godono per lo più di costi di manutenzione inferiori rispetto a quelli alimentati da altri combustibili idrocarburici.
- Le bombole di GNC sono sigillate, prevenendo di fatto la perdita di combustibile causata da fuoriuscita o evaporazione.
- Vita complessiva dei lubrificanti incrementata, in quanto il GNC non contamina né diluisce in alcun modo l'olio all'interno del motore.
- Essendo un combustibile gassoso, il GNC consente una miscela più semplice ed omogenea con l'aria.
- Poiché la temperatura di autocombustione del GNC è particolarmente alta (540 °C), e il suo campo di esplosività relativamente basso (5-15 percento), sussiste una possibilità irrisoria che esso possa incendiarsi se a contatto con superfici calde.[1]
- I veicoli alimentati a GNC sono considerati potenzialmente meno rischiosi di quelli a benzina.[2][3][4]
- Meno inquinamento e più efficienza :
  - Il GNC produce decisamente meno inquinamento rispetto alla benzina in fase di combustione (anidride carbonica (CO2), idrocarburi incombusti (UHC), monossido di carbonio (CO), ossidi d'azoto (NOx), ossidi di zolfo (SOx) e PM (particolato) ).  Ad esempio, dall’analisi dei dati ministeriali, emerge che la Panda 1.4 Natural Power con motore metano-benzina emetta le seguenti quantità di CO2: 107 g/km a metano e 139 g/km a benzina.[5][6]
  - Grazie alle emissioni di anidride carbonica inferiori, passare al GNC può contribuire a mitigare le emissioni di gas serra[1]. Ad ogni modo, eventuali dispersioni di gas naturale (sia nel caso dell'utilizzo quotidiano del combustibile che nella sua produzione) rappresenterebbero un significativo aumento dei gas serra in atmosfera. La capacità del GNC di ridurre le emissioni di gas serra relativamente all'intero ciclo di vita del combustibile dipende strettamente dalla fonte di gas naturale e dal combustibile che rimpiazza.
  - Le emissioni di gas serra per ciclo di vita del GNC compresso proveniente dalla conduttura del gas naturale della California prevedono un valore di 67.70 grammi di CO2 Equivalente per megajoule (gCO2e/MJ), secondo i dati forniti dal CARB (California Air Resources Board), approssimativamente del 28 percento inferiori alla media della benzina impiegata nello stesso mercato.
  - Il CARB ha registrato che il GNC prodotto dal biogas di discarica detiene valori d'emissione di gas serra più bassi rispetto a qualsiasi altro combustibile impiegato, nel particolare 11.26 gCO2e/MJ (più dell'88 percento in meno della benzina convenzionale), in base alla norma sui carburanti a basso contenuto di carbonio (Low-carbon fuel standard) che è entrata in vigore il 12 Gennaio 2010.[7]

### Situazione nel mondo

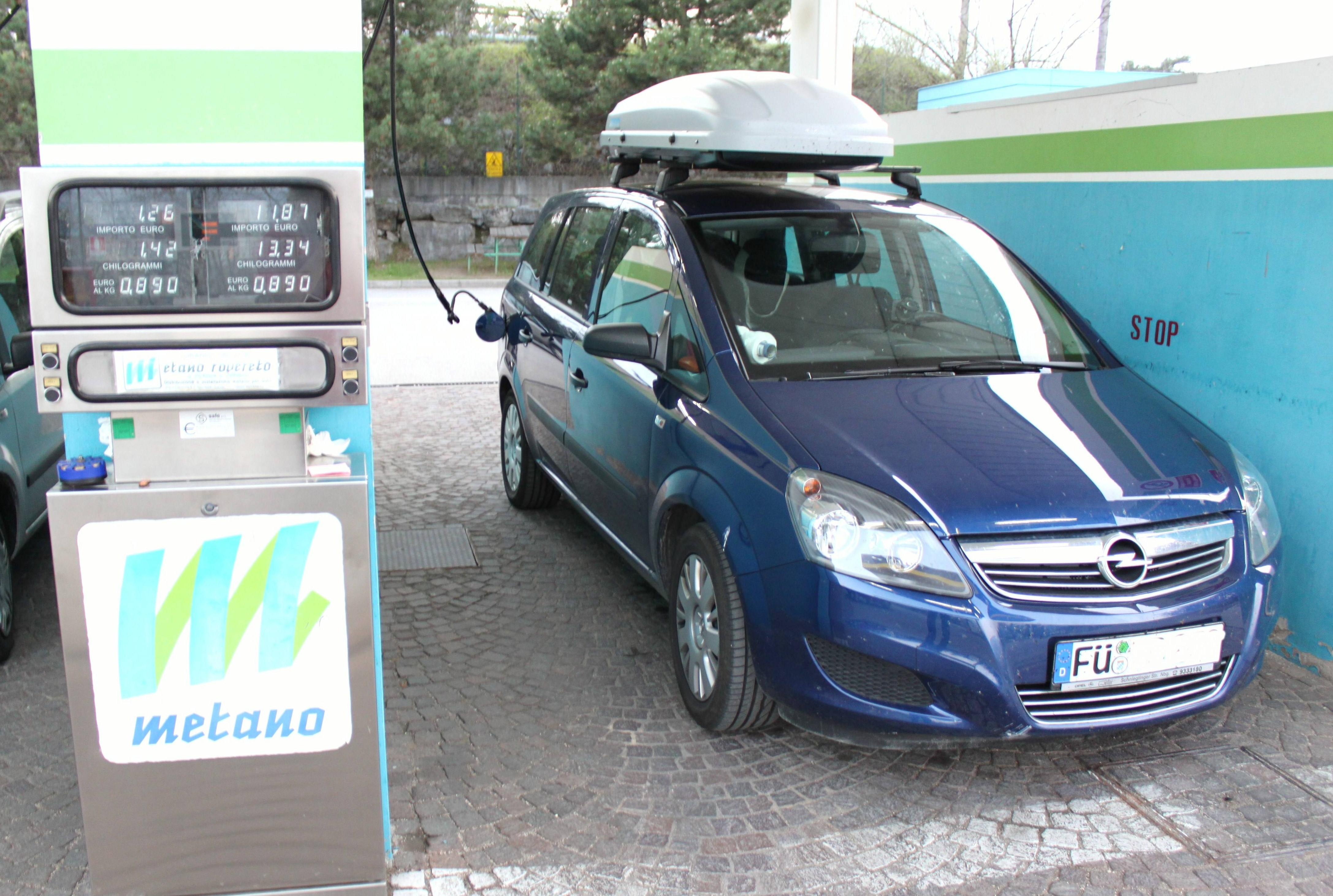
Stazione di rifornimento di Metano Italiana

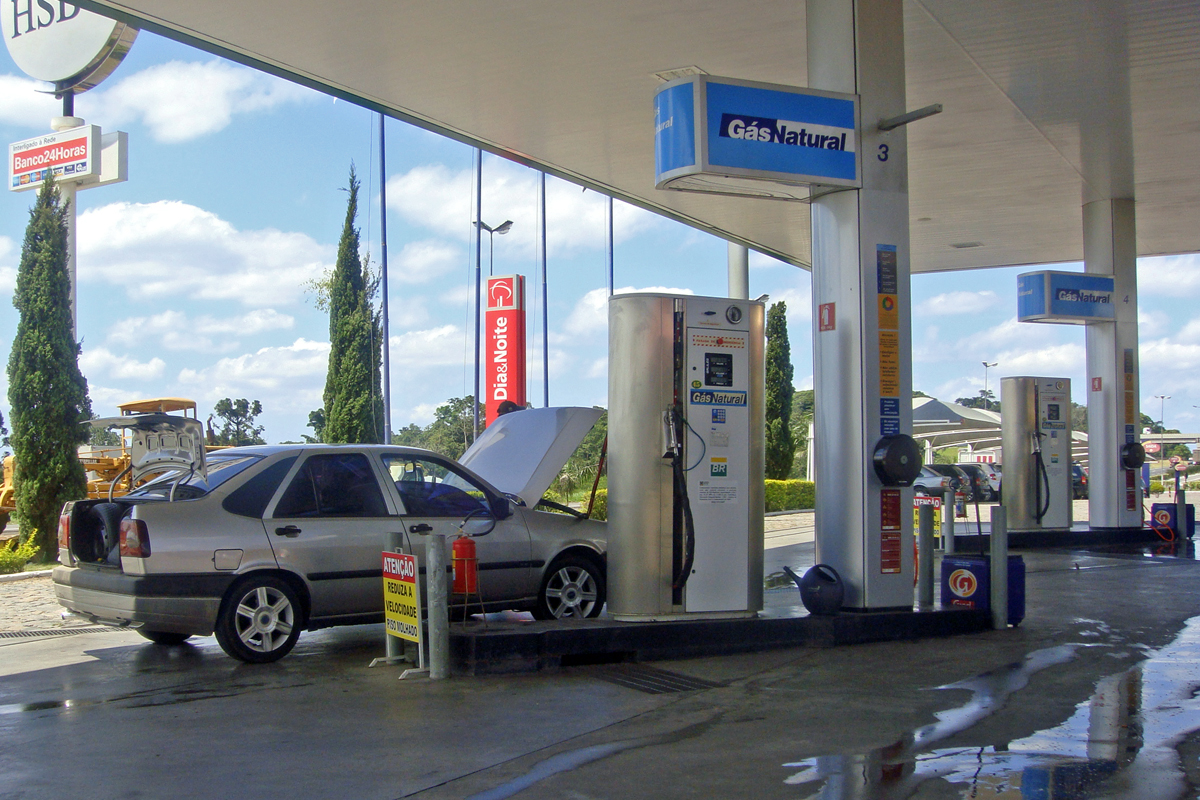
Stazione di rifornimento di GNC in Brasile

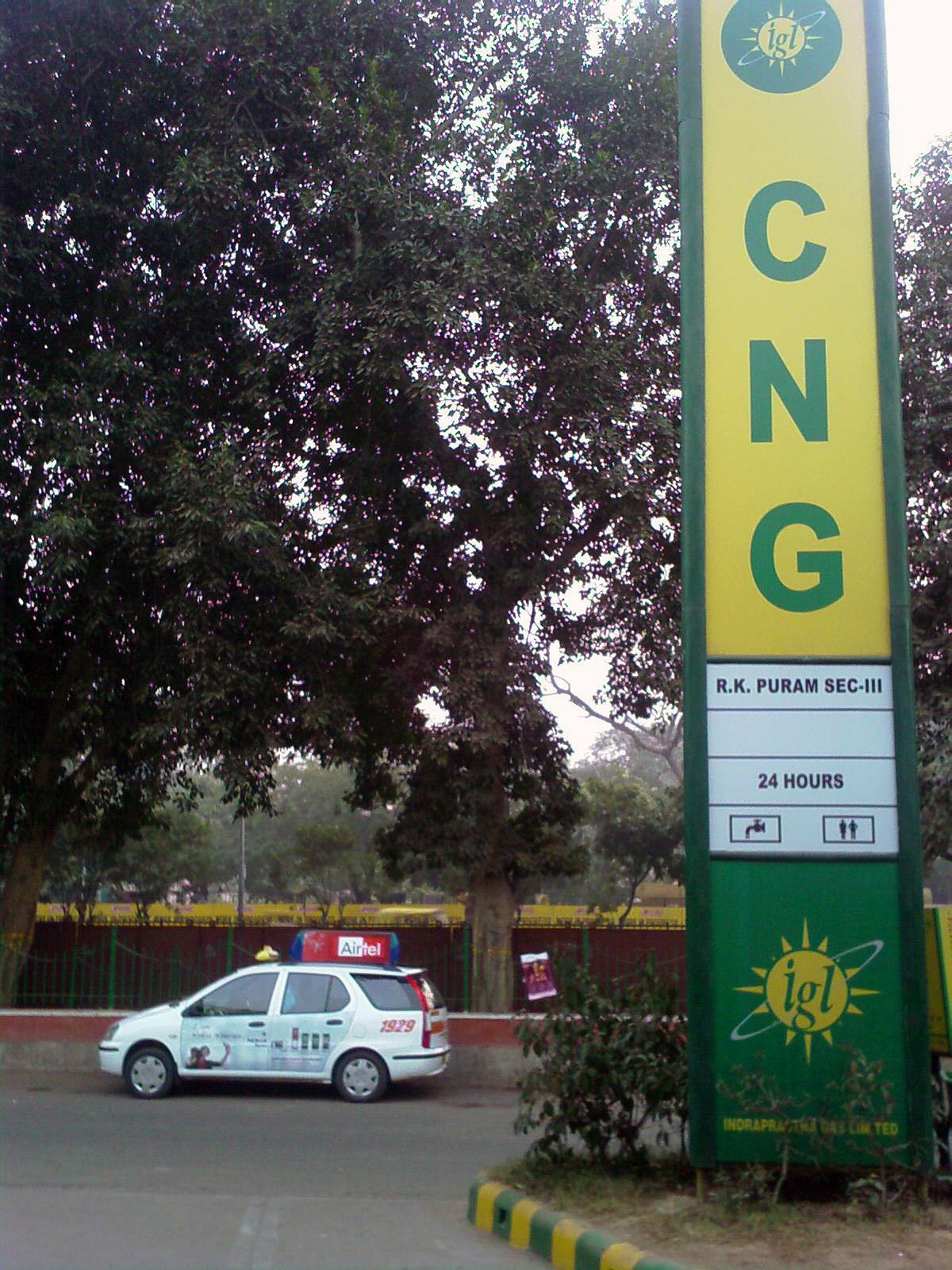
Stazione di rifornimento di GNC In India

L'uso di metano (GNC) per i veicoli iniziò nel anni 1930 in Italia e la sua diffusione continuò ad intermittenza fino ad oggi. Dal 2008 ci fu una grande espansione sul mercato per i veicoli a gas naturale (GNC e GPL) causato dalla crescita dei prezzi della benzina e dalla necessità di ridurre le emissioni di inquinamento atmosferico.
Prima del 1995 l'unico modo per avere una vettura alimentata a gas naturale era avere un kit dal mercato degli accessori. I grandi produttori erano Landi Renzo, Tartarini Auto, Prins Autogassystemen, OMVL, Biga, ... e AeB per componenti elettronici utilizzati dalla maggior parte del produttore del kit.
Dopo il 1995 le vetture bi-fuel (benzina / GNC) sono rese disponibili da diversi grandi produttori. Attualmente Fiat, Opel, Volkswagen, Citroën, Renault, Volvo e Mercedes vendono vari modelli di auto e camion di piccole dimensioni che sono alimentate a benzina / GNC. Solitamente i componenti del serbatoio del GNC utilizzati dalle grandi case automobilistiche sono in realtà prodotte da ditte secondarie automobilistiche. Ad esempio Fiat li compra da Tartarini Auto, Volkswagen utilizza Teleflex GFI e componenti Landi Renzo.
In Italia ci sono più di 1173 stazioni a GNC (febbraio 2013). In Germania sono molto attesi i veicoli a gas naturale compresso. Infatti hanno l'obbiettivo di raggiungere le due milioni di unità per il trasporto a motore a GNC entro il 2020. Il costo per il GNC è tra 1/3 e 1/2 minore rispetto agli altri combustibili fossili in Europa. Oggi (settembre 2012) ci sono più di 900 stazioni di rifornimento a GNC in Germania.
In Portogallo ci sono 4 stazioni di rifornimento di gas naturale compresso, ma 3 di loro non lo vendono al pubblico. Solo a Braga si può trovare una stazione che vende il gas anche ai cittadini che si trova sulla stazione locale degli autobus urbani.
In Bulgaria, ci sono 100 stazioni di rifornimento a GNC (settembre 2012). Possono essere trovate nella maggior parte delle grandi città della Bulgaria. Parecchie se ne trovano a Sofia, a Plovdiv ed a Stara Zagora. Così come nelle città sul Mar Nero come Varna, Burgas, Nesebăr e Kavarna. I Veicoli a GNC stanno diventando sempre più diffusi nel paese.
È utile sapere che le stazioni a GNC in Bulgaria operano con il beccuccio standard italiano tipico per l'Europa orientale e non con l'ugello NGV1 utilizzata in Germania, Austria, Francia, Belgio e altri paesi europei.
Questo carburante è utilizzato da maggior parte dei tassisti a causa del suo prezzo molto inferiore rispetto alla benzina.
Nella Repubblica di Macedonia, vi è una stazione di GNC situata nella capitale Skopje, ma non è per uso pubblico. Solo una ventina di autobus della locale compagnia di trasporto pubblico possono utilizzare una miscela di gasolio e GNC. La prima stazione di GNC commerciale a Skopje è in fase avanzata di sviluppo ed è previsto che entri in funzione nel luglio 2011.
In Serbia, ci sono 6 stazioni di rifornimento di GNC pubbliche Nella capitale Belgrado e vicino alle città di Pančevo, Kruševac e Čačak. L'ugello italiano standard è utilizzato in questi.
In Croazia, vi è solo una stazione di GNC situata vicino al centro di Zagabria, l'uguello di rifornimento del carburante italiano è utilizzato anche lì.  Almeno 60 autobus a GNC sono in uso come una forma di trasporto pubblico.
In Svezia vi sono attualmente (settembre 2012) 138 stazioni di rifornimento a gas naturale compresso a disposizione del pubblico (rispetto alle circa 10 stazioni di rifornimento a GPL), localizzate principalmente nelle regioni meridionali e occidentali del paese e nella regione di Mälardalen.
Molte delle prossime stazioni di rifornimento sono situate nella regione settentrionali del paese. Ci sono approssimativamente 14.500 veicoli a GNC in Svezia (2007) di cui circa 13.500 sono le autovetture e il resto comprende autobus e camion. [32] A Stoccolma, l'azienda di trasporto pubblico SL attualmente opera con 50 autobus a GNC tuttavia hanno una grande capacità. Il governo svedese ha recentemente prolungato delle sovvenzioni dal 2009/12/31 al 2010/12/31 per lo sviluppo delle stazioni di rifornimento di GNC. In Spagna l'EMT Madrid utilizza i motori a GNC per i suoi 351 autobus regolari. È raro vedere un altro tipo di veicolo GNC perché non ci sono stazioni di rifornimento di gas naturale compresso.
Nel settembre 2012 ci sono 37 stazioni di rifornimento di GNC pubblico nella Repubblica Ceca, soprattutto nelle grandi città.

### Distributori di metano
Italia: aggiornamento del numero stazioni di rifornimento metano compresso per uso autotrazione (o distributori metano):
- Marzo 2019: 1356 distributori metano stradali e autostradali; 48 solo quelli autostradali[9]